# トウゲシバ
トウゲシバ（学名：Huperzia serrata）は、ヒカゲノカズラ植物門ヒカゲノカズラ科に属するシダ植物である。その姿は大きなスギゴケに似ている。葉の幅が広いので種子植物に間違われることもある。

## 特徴
森林内のやや湿った日陰に生育する常緑性の多年草である。地下茎はなく、根と地表にほぼ直立する茎からなる。茎の根元はやや斜めになって新芽を出すので、株立ちになる。茎は上の方でも2-3度の分枝をする。背丈は7 - 20cm、時には30cm位になる。
茎も葉も硬い。葉はおおよそは細い楕円形で、縁にはやや鋸歯があるが、変異が多く、変種を区別する特徴とされる。葉脈は主脈一本だけで、やや裏側に突出する。葉は茎の回りに螺旋状につき、深緑から黄緑、薄くて硬く、つやがある。胞子のうは胞子葉の基部の上側に着くが、印象としては茎にくっついて見える。たいていは茎の上の方の半ば辺りにまとまって着くが、外見的には胞子葉もさほど差がなく、特に穂のような見かけは取らない。
茎の先端付近の葉は厚くなっていることがあり、ここに無性芽を生じる。

## 変異
日本では北海道から琉球列島まで広く分布し、国外では東アジア、東南アジアからハワイにまで分布がある。非常に変異が多く、以下の三つの変種が認められているが、中間的なものもあり、判断に困る場合も多い。また、それぞれの変種に倍数体が見られるなど、その変異には今後の検討が必要とされている。
- ホソバトウゲシバ var. serratum[1]
  - 葉は狭披針形など、長さは15mm、幅は2mmほど、葉柄はない。温帯域に見られる。
- ヒロハノトウゲシバ f. intermedia (Nakai) Ching[1]
  - 葉は披針形など、長さは20mm、幅3mm程度、葉柄は不明瞭。暖帯によく見られる。
- オニトウゲシバ var. longipetiolata (Spring) H.M.Chang[1]
  - 葉はやや楕円形、長さは30mmまで、幅は5mmまで、葉柄は明瞭。本州南部から東南アジアまで。